# Tokarski Peak
Tokarski Peak är en bergstopp i Antarktis. Den ligger i Sydshetlandsöarna. Argentina, Chile och Storbritannien gör anspråk på området. Toppen på Tokarski Peak är 320 meter över havet.
Terrängen runt Tokarski Peak är kuperad. Havet är nära Tokarski Peak åt sydväst. Trakten är glest befolkad. Närmaste befolkade plats är Commandante Ferraz Station, 2,8 kilometer söder om Tokarski Peak. 